# Diecezja Itaguaí
Diecezja Itaguaí (łac. Dioecesis Itaguaiensis) – diecezja Kościoła rzymskokatolickiego w Brazylii. Należy do metropolii Rio de Janeiro i wchodzi w skład regionu kościelnego Leste I. Została erygowana przez papieża Jana Pawła II bullą Gravissimum supremi w dniu 14 marca 1980.